# نعمان جمعة
نعمان جمعة (1937-2014) الرئيس السابق لحزب الوفد المصري. ترشح لرئاسة الجمهورية في انتخابات عام 2005، وحصل على المركز الثالث بنسبة أصوات حوالي 3%. وهو والد الدكتورة إيمان جمعة مقدمة برامج تلفازية للحوار السياسي، ووالد الدكتورة غادة جمعة فنانة تشكيلية.
يصر نعمان خليل جمعة أنه الرئيس الشرعي لحزب الوفد وقام بترشيح 15 من أنصاره في انتخابات التجديد النصفي لمجلس الشورى المصري (2007) على أساس أنهم مرشحو حزب الوفد ولكن لجنة الانتخابات رفضت الاعتداد بتوقيعه كرئيس للحزب. التحق دكتور نعمان جمعة بكلية الحقوق وبعد التخرج عمل وكيلاً للنائب العام، وتنقل بين نيابات جنوب القاهرة، وباب الشعرية. وفي ديسمبر 1956 وقع العدوان الثلاثي على مصر، وانضم نعمان جمعة وعمره 22 عاماً، إلى الفدائيين وحارب إسرائيل في سيناء ولقد تم أسرهُ من قبل القوات الفرنسية وبعد حوالي شهرين، تم الإفراج عن الشاب الثائر نعمان جمعة ورفاقه، ولم ينقذهم من هذا الأسر سوى البوليس الدولي الذي سلمهم إلى البوليس المصري.
بعد عدة أشهر من الإفراج سافر نعمان جمعة إلى فرنسا في بعثة لنيل درجة الدكتوراه من جامعة باريس. وحصل نعمان جمعة على الدكتوراه في القانون المدني بتفوق، وحرصت جامعة باريس على أن تضمه إلى صفوف هيئة التدريس للاستفادة من كفاءته، وهناك أيضاً عمل بالمحاماة، وبعد عشر سنوات قضاها في باريس قرر نعمان العودة إلى مصر، ليدرس لأجيالها القانون، والتحق للعمل بالتدريس في حقوق القاهرة، وتدرج أستاذ الجامعة في المناصب حتى انتخب عميداً لكلية الحقوق مرتين متتاليتين من عام 1988 إلى عام 1994 ورئيس قسم القانون المدني لمدة سبع سنوات.
وظل رجال الوفد منذ عام 1978 في صراع مع السلطة داخل أروقة المحاكم، وتمكن الدكتور نعمان جمعة من الحصول على حكم تاريخي بعودة الوفد إلى الحياة السياسية عام 1984.
كان الدكتور نعمان ينظم عملية ترشيح الوفد لقائمة انتخابات المحليات في شمال القاهرة بالتعاون مع كرم زيدان وأحمد طه، وذلك للحصول على قرار سليم يمكنه من الطعن أمام القضاء الإداري. وكان يعد الأوراق، ويجمع الوثائق، ويرفع الدعاوي، ويترافع أمام القضاء مطالباً بعودة الوفد. ونجح نعمان وأعلن العودة في مؤتمر صحفي عالمي، لأن فؤاد سراج الدين وإبراهيم فرج كانا معزولين سياسياً.
منذ ذلك التاريخ 1984 والدكتور نعمان هو الذراع اليمني، والرجل الثاني لفؤاد باشا، وظل ملاصقاً له، يشاركهُ تحركاته، وقراراته، وكل معارك حزب الوفد. ومع عودة الوفد وصدور صحيفته في 22 مارس، 1984 خصص الدكتور نعمان جمعة له زاوية بالصحيفة بعنوان نبضات. في 9 أغسطس عام 2000 رحل فؤاد سراج الدين وكان الدكتور نعمان هو النائب الأول لرئيس الوفد، وحسب نص لائحة الحزب، يتولي النائب الأول الرئاسة لحين انتخاب الرئيس الجديد، وهذا ما فعله الدكتور نعمان. وفي 15 أغسطس 2000 أصدر الدكتور نعمان جمعة بصفته رئيساً للحزب، قراراً بدعوة الهيئة الوفدية للاجتماع في أول سبتمبر، لانتخاب رئيس جديد لحزب الوفد، خلفاً للراحل فؤاد سراج الدين، وتضمن القرار، فتح باب الترشيح للمنصب.
أجريت الانتخابات، وأعلن فوز الدكتور نعمان جمعة برئاسة حزب الوفد خلفاً للزعيم الراحل فؤاد سراج الدين. ولقد أجريت الانتخابات في جو ديمقراطي فريد، حيث تنافس 4 مرشحين، وحصل الدكتور نعمان جمعة على نسبة 78.25% من الأصوات.

## مؤلفاته
من أهم مقالاتهِ مقالة (نبضات) في جريدة الوفد.

## وفاته
توفي يوم 28 أكتوبر 2014.